# Szczepankowice Wrocławskie
Szczepankowice Wrocławskie − nieczynny przystanek osobowy w Wierzbicach, w województwie dolnośląskim.